# Liste der algerischen Botschafter im Senegal
Die Liste der algerischen Botschafter in Senegal enthält die Botschafter Algeriens in Senegal. Sitz der Botschaft ist in Dakar.
| Akkreditiert  | Name                    | Bemerkungen | ernannt von            | akkreditiert bei      | Posten verlassen |
| ------------- | ----------------------- | ----------- | ---------------------- | --------------------- | ---------------- |
| 9. Juni 1964  | Terki Mahmoud Kara      |             | Ahmed Ben Bella        | Léopold Sédar Senghor | 1. Nov. 1970     |
| 18. Juli 1971 | Aziz Hacene             |             | Houari Boumedienne     | Léopold Sédar Senghor | 15. Nov. 1974    |
| 1. Jan. 1975  | Ahmed Bouderba          |             | Houari Boumedienne     | Léopold Sédar Senghor | 30. Nov. 1979    |
| 16. Sep. 1979 | Ahmed Hadj Ali          |             | Chadli Bendjedid       | Léopold Sédar Senghor | 1. Sep. 1982     |
| 1. Sep. 1982  | Rachid Haddad           |             | Chadli Bendjedid       | Abdou Diouf           | 31. Aug. 1986    |
| 1. Sep. 1986  | Ahcene Fzeri            |             | Chadli Bendjedid       | Abdou Diouf           | 20. Sep. 1989    |
| 1. Okt. 1989  | Youcef Kraiba           |             | Chadli Bendjedid       | Abdou Diouf           | 15. Sep. 1991    |
| 1. Nov. 1991  | Tedjini Salaouandji     |             | Chadli Bendjedid       | Abdou Diouf           | 14. Sep. 1993    |
| 16. Okt. 1993 | Abdelhamid Bouzaher     |             | Muhammad Boudiaf       | Abdou Diouf           | 14. Sep. 1996    |
| 2. Nov. 1996  | Smail Benamara          |             | Liamine Zéroual        | Abdou Diouf           | 20. Feb. 2001    |
| 31. März 2001 | Boualem Bouguetaia      |             | Abd al-Aziz Bouteflika | Abdoulaye Wade        | 29. Sep. 2005    |
| 1. Okt. 2005  | Abdelhamid Chebchoub    |             | Abd al-Aziz Bouteflika | Abdoulaye Wade        | 7. Nov. 2009     |
| 2009          | Abderrahmane Benguerrah |             | Abd al-Aziz Bouteflika | Abdoulaye Wade        |                  |